# Gastarna
Gastarna var en vokalgrupp som bildades omkring år 1957.
Flera av de som medverkade kom från Adolf Fredriks musikklasser i Stockholm och var ingen grupp i förväg, utan rekryterades från sångintresserade unga män som blev engagerade till radions populära programserie "Refrängen" med inspelningar var 14:e dag. Gruppen kom senare att medverka i många andra underhållningsprogram i radion, bland annat "Banjobandet" med Hasse Tellemar. Gruppen gjorde flera skivor, men var aldrig ute och framträdde inför publik.
Bland personer som genom åren medverkat i Gastarna kan nämnas Gert Avelin, Håkan Thanger, Stig Emanuelsson, Lasse Bagge, Jan Bergnér, Berndt Berndtsson, Olle Bolander, Gillis Broman, Bo Andersson och Svante Thuresson.

## Diskografi
- 1966 – Banjobandet (LP, album), Sonet SLP-9
- 1974 – Salt Sea Songs (7" MiniAlbum), Sonet SXP-4093
- 1977 – Hasse Tellemar och Gastarna leder din allsång (LP, album), Philips 6316 105
- 2022 – Gastarna sjunger Jules Sylvain, Vax Records DM 1331